# Martina Jäschke

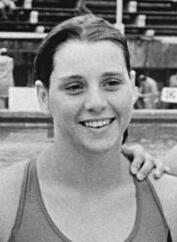
Martina Jäschke (1981)

Martina Jäschke (* 6. Mai 1960 in Merseburg) ist eine ehemalige deutsche Wasserspringerin, die für die DDR bei den Olympischen Sommerspielen 1980 Gold im Turmspringen gewann.
Sie begann im Alter von elf Jahren mit dem Wasserspringen und trainierte anfangs bei der dreifachen Olympiasiegerin Ingrid Krämer-Gulbin. Später trainierte sie beim SC Chemie Halle unter Werner Bänsch. 1975 gewann sie bei der Spartakiade vom Ein- und Drei-Meter-Brett sowie vom Turm. 1976 wurde sie bei der Junioreneuropameisterschaft Zweite im Kunstspringen. Bei den Schwimmweltmeisterschaften 1978 in West-Berlin wurde sie im Turmspringen Zweite hinter Irina Kalinina. 1979 siegte Jäschke bei mehreren wichtigen internationalen Wettkämpfen. Bei einem Springen in Rostock erhielt sie zum ersten Mal die Höchstnote 10. 
Bei den Olympischen Spielen 1980 wurde sie im Kunstspringen Fünfte, wobei sie hinter Martina Proeber (Silber) und Karin Guthke (Bronze) nur drittbeste Springerin der DDR war. Im Turmspringen fünf Tage später übernahm sie bereits mit dem ersten Kürsprung die Führung und gewann am Schluss mit fast 20 Punkten Vorsprung auf Sirward Emirsjan aus der Sowjetunion. Für diesen Erfolg wurde sie mit dem Vaterländischen Verdienstorden in Silber ausgezeichnet. 1981 wurde sie noch einmal Zweite im Kunstspringen und Dritte vom Turm bei der Europameisterschaft.
Martina Jäschke hat ein Studium an der Deutschen Hochschule für Körperkultur abgeschlossen.  